# Siegfried (opera)
Siegfried (oorspronkelijke titel: Der junge Siegfied) is een opera van Richard Wagner die wordt opgevoerd op de tweede dag van Wagners tetralogie Der Ring des Nibelungen, die bestaat uit een vooravond Das Rheingold en drie dagen, respectievelijk Die Walküre, Siegfried en Götterdämmerung.

## Synopsis

### Voorgeschiedenis
Sinds de vorige Ring-dag heeft Brünnhilde liggen slapen op de door vuur omsloten Walkürenrots. De door haar geredde Sieglinde heeft een kind gebaard, maar is daarna zelf gestorven. Onwetend van zijn afkomst is haar zoon, Siegfried, opgegroeid bij de dwerg Mime. Deze wil de oersterke knaap gebruiken om de schat van de Nibelungen te bemachtigen, waarover de draak Fafner in zijn hol in de rotsen waakt.

### Eerste bedrijf
Tevergeefs heeft Mime geprobeerd de stukken van het zwaard Nothung weer aan elkaar te smeden. Alle andere zwaarden die hij smeedt slaat Siegfried meteen aan stukken. Die jaagt hem net weer de stuipen op het lijf met een beer. Hij weet dat Mime zijn vader niet kan zijn en dwingt deze hem te vertellen over zijn afkomst.
Als Mime daarna wanhopig terneer zit komt de Wanderer (Zwerver, alias Wotan) binnen. Ze gaan een weddenschap aan: als hij het antwoord schuldig blijft op een van de drie vragen die Mime hem mag stellen, dan mag deze zijn hoofd afhakken. Hij beantwoordt de vragen juist en nu stelt hij drie vragen aan Mime, die het antwoord op de derde vraag: “Wie zal Nothung opnieuw aaneensmeden?” niet weet. De Wanderer geeft hem het antwoord: “Slechts wie het vrezen nimmer kende, die smeedt Nothung opnieuw”. De Wanderer vertrekt en Siegfried komt terug. Hij ergert zich aan het feit dat Mime er niet in slaagt het zwaard aaneen te smeden en hij gaat zelf aan de slag. Het lukt hem en hij slaat met één geweldige klap het aambeeld in twee stukken.

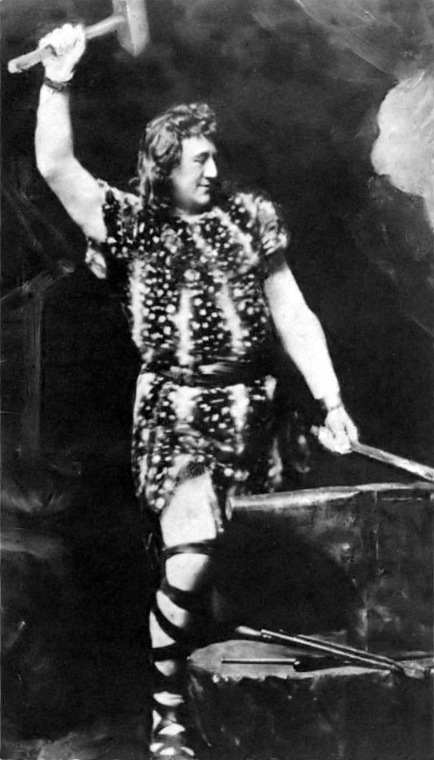
Siegfried (Heinrich Gudehus) smeedt Nothung

### Tweede bedrijf
Alberich houdt de wacht bij het hol van Fafner. De Wanderer komt hem waarschuwen dat Siegfried en Mime in aantocht zijn. Alberich verbergt zich. Als Siegfried aangekomen is blaast hij op zijn hoorn en wekt op die manier Fafner. Hij daagt hem uit, en verslaat hem. Hij proeft Fafners bloed, en is daardoor in staat de Waldvogel te verstaan, die hem zegt de ring en de Tarnhelm mee te nemen. Ook is Siegfried nu in staat de gedachten van Mime te lezen, en deze verraadt zo al gauw zijn plannen om Siegfried te vermoorden. Siegfried steekt hem dood. De Waldvogel vertelt hem over Brünnhilde en brengt hem naar de Walkürenrots.

### Derde bedrijf
Wotan is ten einde raad: hij roept daarom Erda op om haar voor de laatste keer om raad te vragen. Zij kan hem echter niet adviseren. Als de Wanderer probeert Siegfried de weg naar de rots van Brünnhilde te versperren, slaat deze Wotans speer aan stukken. Zonder angst loopt hij door het vuur en bereikt de top van de rots. Hoewel Siegfried enigszins verschrikt is als hij ontdekt dat de gedaante die daar ligt te slapen een vrouw is, kust hij haar toch wakker, en stralend bezingt zij haar liefde voor hem. Zij verzoent zich met haar lot, en wenst de onsterfelijken de ondergang toe.

## Trivia
Dit deel van de Ring heeft Wagner het langst gekost om te componeren. Hij legde het werk enige tijd opzij, onder andere vanwege de moeilijkheden die het 'casten' van de hoofdpersoon zou kosten: Siegfried moet eruitzien als een jonge knaap, maar moet tegelijkertijd over een formidabel krachtige stem (heldentenor) beschikken alsook over een buitengewoon uithoudingsvermogen. Naast de op zich al veeleisende zangpartij zijn de handelingen op het toneel namelijk behoorlijk inspannend. Na 15 jaar waarin hij tevens Die Meistersinger von Nürnberg en Tristan en Isolde componeerde, pikte Wagner de draad weer op. De muzikale taal aan het einde van Siegfried verschilt daardoor duidelijk van die in het begin.